# Annie Ilonzeh
Annette Ngosi "Annie" Ilonzeh es una actriz estadounidense nacida el 23 de agosto de 1983 en Grapevine, Texas. Es conocida por su interpretación de Maya Ward en General Hospital y Joanna De La Vega en Arrow.

## Biografía
Ilonzeh nació el 23 de agosto de 1983 en Grapevine, Texas, de padre nigeriano y madre caucásica estadounidense. Fue estudiante de la Universidad de Texas en Arlington.

### Carrera
Debutó como actriz en 2007, cuando apareció en un episodio de How I Met Your Mother. Desde entonces obtuvo pequeños papeles en películas tales como He's Just Not That Into You, Miss March y Percy Jackson y el ladrón del rayo.
En 2009 apareció en tres episodios de Melrose Place. A esto le siguieron dos episodios de Entourage. Poco después consiguió el papel de Maya Ward, en el serial televisivo de la ABC General Hospital.
En enero de 2011, Ilonzeh fue anunciada como uno de los "ángeles" en el reinicio de la serie de televisión Los ángeles de Charlie, hasta que la serie fue cancelada en noviembre de 2011.
En marzo de 2012, se anunció que Ilonzeh obtuvo el papel recurrente de Joanna De La Vega en la serie de The CW Arrow. También fue elegida para interpretar a Lana en Switched at Birth y a Nicole en Drop Dead Diva.
En septiembre de 2013, se dio a conocer que participaría como estrella invitada en un episodio de la segunda temporada de Beauty & the Beast.

## Filmografía
| Cine          | Cine                               | Cine               | Cine                               |
| Año           | Película                           | Rol                | Notas                              |
| ------------- | ---------------------------------- | ------------------ | ---------------------------------- |
| 2009          | He's Just Not That Into You        | Chica sexy         |                                    |
| 2009          | Miss March                         | Chica bella #2     |                                    |
| 2009          | Not Necessary                      | Whitley            | Cortometraje                       |
| 2010          | Percy Jackson y el ladrón del rayo | Chica de Afrodita  |                                    |
| 2010          | Frenemies                          | Chica de la tienda |                                    |
| Televisión    |                                    |                    |                                    |
| Año           | Título                             | Rol                | Notas                              |
| 2007          | How I Met Your Mother              | Becky              | 1 episodio                         |
| 2008          | Do Not Disturb                     |                    | 1 episodio                         |
| 2009–2010     | Melrose Place                      | Natasha            | 3 episodios                        |
| 2010–2011     | General Hospital                   | Maya Ward          | 79 episodios                       |
| 2010–2011     | Entourage                          | Rachel             | 3 episodios                        |
| 2011          | The Game                           | Anthea             | 1 episodio                         |
| 2011          | Charlie's Angels                   | Kate Prince        | Elenco principal                   |
| 2012–presente | Arrow                              | Joanna De La Vega  | Personaje recurrente               |
| 2012-2013     | Switched at Birth                  | Lana               | Personaje recurrente               |
| 2013          | Diary of a Champion                | Ciara Tryce        | Serie web                          |
| 2013          | Drop Dead Diva                     | Nicole             | Personaje recurrente (Temporada 5) |
| 2013-2014     | Beauty & the Beast                 | Beth Bowman        | 2 episodios                        |
| 2014          | Rush                               | Jordana Rourke     | 1 episodio                         |
| 2015          | Allegiance                         | Julia Marcus       | 1 episodio                         |
| 2015          | Person of Interest                 | Harper Rose        | Personaje recurrente               |
| 2018-2020     | Chicago Fire                       | Emily Foster       | Papel Principal                    |
| 2018-2020     | Chicago P.D.                       | Emily Foster       | Papel Recurrente                   |
| 2018-2020     | Chicago Med                        | Emily Foster       | Papel Recurrente                   |